# 威靈頓 (伊利諾伊州)
威靈頓（英語：Wellington）是位於美國伊利諾伊州易洛魁縣的一個村落。

## 地理
威靈頓的座標為40°32′21″N 87°40′48″W / 40.53917°N 87.68000°W，而該地最高點為海拔高度213米（即699英尺）。

## 人口
根據2010年美國人口普查的數據，威靈頓的面積為0.71平方千米，當中陸地面積為0.71平方千米，而水域面積為0.00平方千米。當地共有人口242人，而人口密度為每平方千米340人。